# Santa-Ana-Höhle

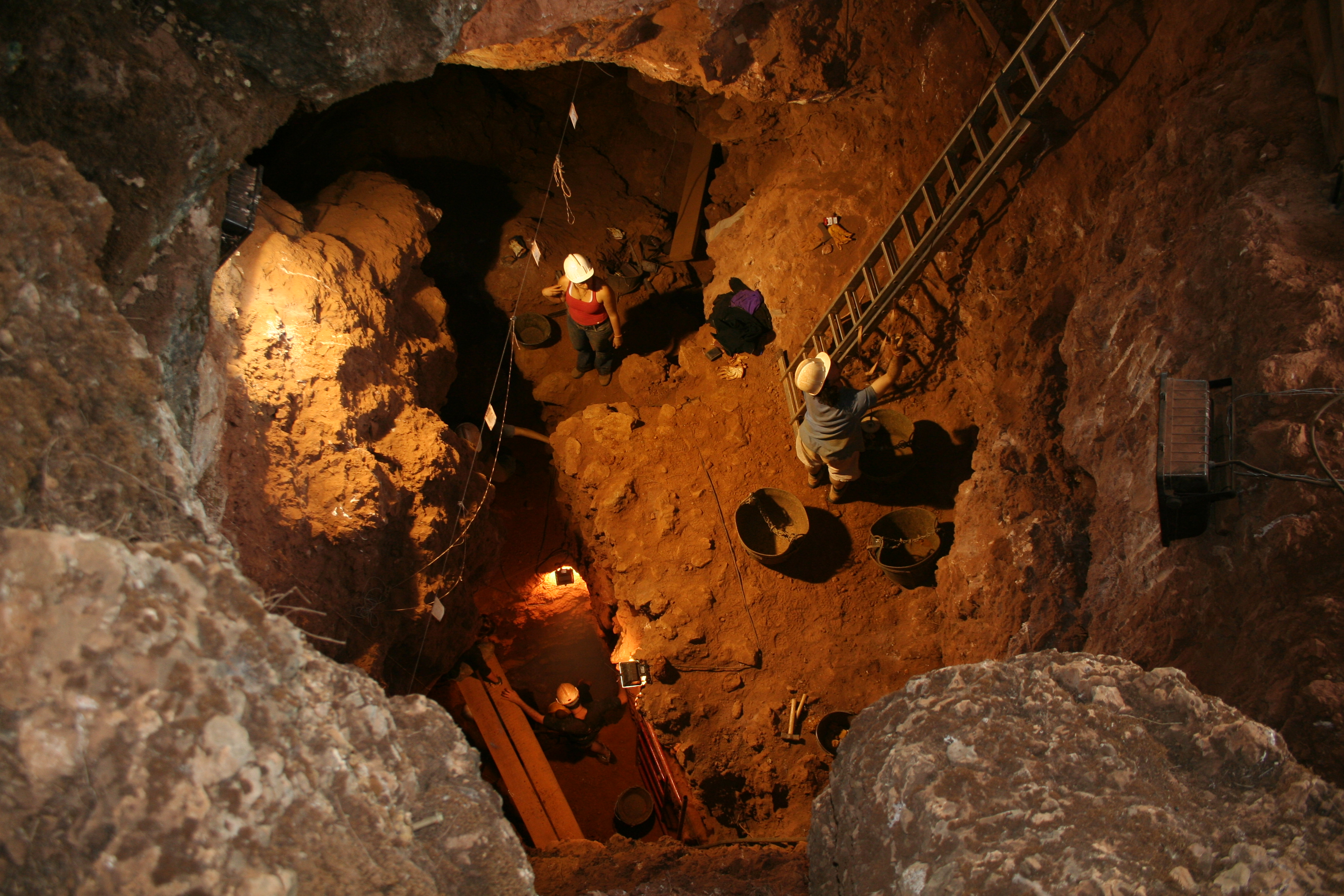
Ausgrabung in der Santa Ana Höhle

Die Santa-Ana-Höhle liegt, wie die Höhlen von El Conejar und Maltravieso südlich von Cáceres in der Extremadura in Spanien.
Die Santa-Ana-Höhle liegt auf einem Kalkhügel des Karbons, in der Nähe einer Schieferformation, gekennzeichnet durch eine Änderung der Neigung des Geländes. Bei der Ausgrabung wurden auf einer Tiefe von fünf Metern sieben stratigraphische Ebenen erkannt.
In der Höhle wurden Sedimente aus dem mittleren Pleistozän abgelagert. Die Fossilien stammen von Huftieren und zeigen Anzeichen für menschliche Bearbeitung, sowie von Bären, Löwen und Nashörnern. Die lithische Industrie belegt die technologische Entwicklung der Hominiden in den letzten 800.000 Jahren. Bemerkenswert ist die Häufung von Faustkeilen aus dem Acheuléen. Die seit 2001 laufenden Ausgrabungen werden von der „Equipo de Investigación Primeros Pobladores de Extremadura“ durchgeführt.